# Широковское водохранилище
Широковское водохранилище — водохранилище на реке Косьва. Находится на территории Губахинского и Кизеловского городских округов Пермского края России. Является третьим по величине водохранилищем Пермского края после Камского и Воткинского.

## История создания
Образовано на левом притоке Камы — реке Косьва — в 1947—1948 годах при строительстве Широковской ГЭС. Перед заполнением водохранилища вырубили лес в затопляемой части долины Косьвы.

## География
Водосбор расположен в предгорьях Среднего Урала. Рельеф горно-холмистый, пересечённый. На востоке представлен системой гор и хребтов. Наивысшая точка — гора Большая Ослянка (1119 м).
В водохранилище впадает 11 притоков, самые значительные правобережные — реки Няр, Нюр. Левобережные — реки Дергачка, Мутная.
Вдоль водохранилища расположены населённые пункты: посёлок Широковский, посёлок 20 км, деревня Кучёк и базы отдыха.

## Геология
По берегам водохранилища обнажены осадочные породы сылвицкой серии верхнего венда. В низовьях обнажаются девонские и каменноугольные отложения. В 1972 году Ю. Р. Беккер описал в районе деревни Кучёк типовое местонахождение эдиакарской биоты. Зимой 2021 года сотрудниками Геологического института РАН и Музея КУБа в Губахе организована фотовыставка палеонтологических находок эдиакарских организмов с Широковского водохранилища.

## Широковский метеорит
1 февраля 1956 года около 8:30 утра в центр водохранилища упал железо-каменный метеорит массой около 250 кг. Он оставил на льду лунку диаметром около полуметра. Вокруг лунки осталась магнитная метеоритная пыль, которую исследовали на состав. Само тело метеорита на дне водохранилища вокруг лунки не обнаружили. В начале 2000-х были попытки выдать за Широковский метеорит иные объекты.

## Промышленность
Водохранилище создано для выработки электроэнергии на Широковской ГЭС. На правом берегу расположена насосная станция и электроподстанция 110 кВ для нужд ПАО «Метафракс».

## Туризм
На Широковском водохранилище в заливе Верхней Рассольной расположены две действующие туристические базы. ПАО «Метафракс» владеет базой отдыха «Уральский букет». ОАО «Губахинский кокс» владеет базой отдыха «Металлург». Вдоль береговой линии расположены небольшие деревни и рыбацкие домики. В июле 2021 году Широковское водохранилище стало одной из площадок фестиваля «Тайны горы Крестовой». На базе отдыха «Металлург» артисты подмосковного театра «Чеховская студия» (Мелихово) представили спектакль «Выстрелы и поцелуи» в версии без слов. На Широковском водохранилище проводят геологические экскурсии. Геологический кружок в Губахе выезжает в экспедиционные работы на вендские обнажения по берегам водохранилища.

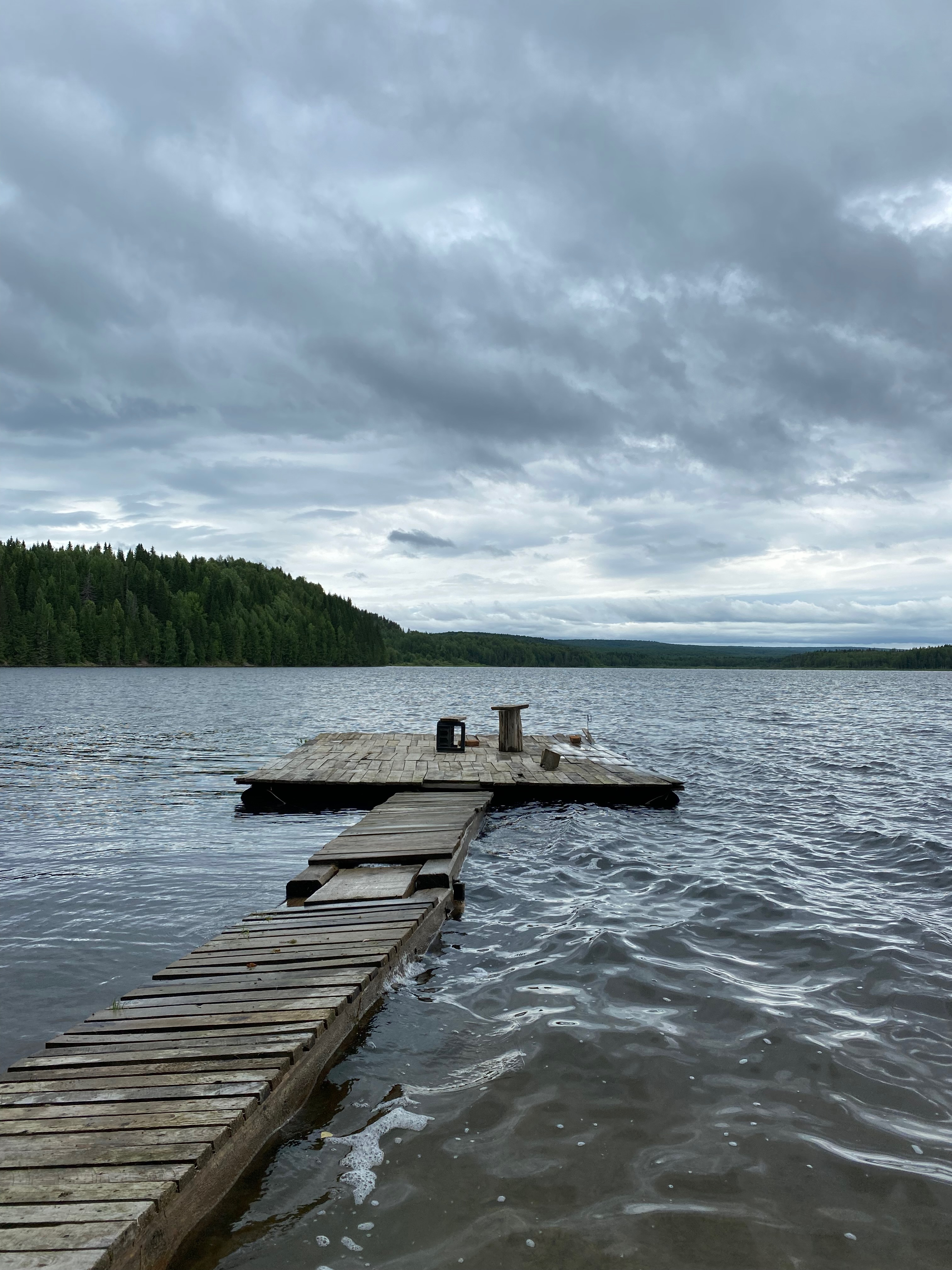
Причал у деревни Кучёк

У каждой базы и населённых пунктов есть собственные причалы, к которым пристают лодки местных рыбаков, прогулочные катеры и гидроциклы. Они составляют изолированный речной флот. Севернее причала «Уральского букета» находятся фундаменты туристических домиков старой части турбазы, затопленные при увеличении уровня водохранилища.
По берегам водохранилища расположены рыбацкие деревни и отдельные домики. Люди рыбачат на водохранилище круглый год. Разнообразный рельеф береговой линии, наличие причалов и площадь бассейна позволяют рыбачить в различных техниках.

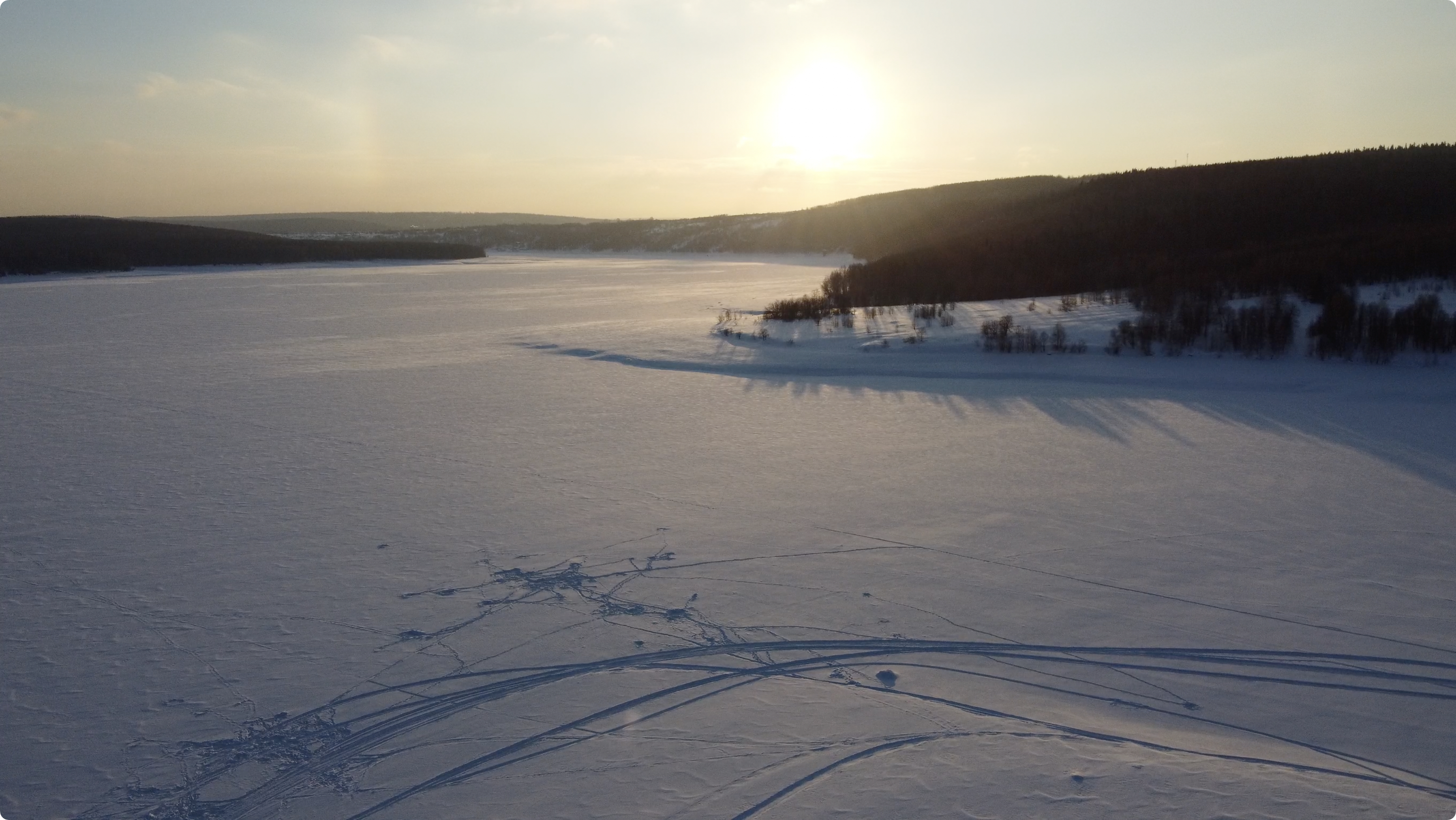
Вид на южную часть Широковского водохранилища зимой